# Thế hệ bị đánh cắp
Thế hệ bị đánh cắp (hay Những đứa trẻ bị đánh cắp, tiếng Anh: Stolen Generations, Stolen children) là những đứa trẻ con của thổ dân Úc và dân quần đảo eo biển Torres bị chính quyền liên bang, chính quyền tiểu bang Úc cũng như các đoàn truyền đạo Kitô giáo tách khỏi gia đình theo cách đạo luật do Nghị viện ban hành. Hành động này diễn ra xấp xỉ trong giai đoạn từ 1909 đến 1969 mặc dù ở một số nơi người ta vẫn bắt trẻ em đi cho đến mãi tận thập niên 1970. Những lý lẽ biện hộ động cơ của hành động này là để bảo vệ trẻ em, niềm tin cho rằng thổ dân sẽ chết hết do dân số của họ đã giảm nghiêm trọng sau khi tiếp xúc với dân da trắng và nỗi sợ hôn nhân dị chủng với người thổ dân thuần chủng. Nghị viện Úc đã thừa nhận rằng những hành động trên là vi phạm nhân quyền. Ngày 13 tháng 2 năm 2008, Chính phủ Liên bang Úc do Thủ tướng Kevin Rudd cầm đầu phải chính thức xin lỗi những người thổ dân này.